# Pseudohippopsis
Pseudohippopsis är ett släkte av skalbaggar. Pseudohippopsis ingår i familjen långhorningar.
Kladogram enligt Catalogue of Life:
| Pseudohippopsis | \| \| Pseudohippopsis albescens \| \| \| \| \| \| Pseudohippopsis albolateralis \| \| \| \| \| \| Pseudohippopsis allardi \| \| \| \| \| \| Pseudohippopsis brunneipes \| \| \| \| \| \| Pseudohippopsis filicornis \| \| \| \| \| \| Pseudohippopsis filiformis \| \| \| \| \| \| Pseudohippopsis gracilis \| \| \| \| \| \| Pseudohippopsis ituriensis \| \| \| \| \| \| Pseudohippopsis latifrons \| \| \| \| |
|                 | \| \| Pseudohippopsis albescens \| \| \| \| \| \| Pseudohippopsis albolateralis \| \| \| \| \| \| Pseudohippopsis allardi \| \| \| \| \| \| Pseudohippopsis brunneipes \| \| \| \| \| \| Pseudohippopsis filicornis \| \| \| \| \| \| Pseudohippopsis filiformis \| \| \| \| \| \| Pseudohippopsis gracilis \| \| \| \| \| \| Pseudohippopsis ituriensis \| \| \| \| \| \| Pseudohippopsis latifrons \| \| \| \| |
|                 | Pseudohippopsis albescens |
|                 | |
|                 | Pseudohippopsis albolateralis |
|                 | |
|                 | Pseudohippopsis allardi |
|                 | |
|                 | Pseudohippopsis brunneipes |
|                 | |
|                 | Pseudohippopsis filicornis |
|                 | |
|                 | Pseudohippopsis filiformis |
|                 | |
|                 | Pseudohippopsis gracilis |
|                 | |
|                 | Pseudohippopsis ituriensis |
|                 | |
|                 | Pseudohippopsis latifrons |
|                 | |